# The Redemption of 'Greek Joe'
The Redemption of 'Greek Joe' è un cortometraggio muto del 1912 diretto da William V. Mong. Prodotto dalla Selig Polyscope Company, il film aveva come interpreti lo stesso regista affiancato da Rex De Rosselli, William Stowell, Maude Potter, Harry Lonsdale.

## Trama
Jim Rossi, un giovane minatore, vorrebbe sposare Mary Noonan ma incontra un ostacolo nel padre di lei, che non approva quell'unione a causa del vecchio Greek Joe, il padre di Jim. Joe, una volta un onesto e bravo chimico, si è ridotto a essere un vecchio ubriacone e Mike Noonan non vuole imparentarsi con lui. I due vecchi, una sera, vengono quasi alle mani e, dopo questo incidente, a Jim viene preclusa la casa di Noonan. La cosa risveglia in Joe il ricordo di quello che era una volta. Il giorno seguente, la miniera è scossa da una terribile esplosione che blocca l'uscita con un'enorme ostruzione, tenendo prigionieri Jim e Mike Noonan. Per liberarli, bisognerebbe far saltare in aria l'ostacolo, ma gli esplosivi che servirebbero si scopre che sono stati rubati. Per i due sfortunati minatori sembra non ci sia niente da fare, ma interviene Greek Joe, che riesce a convincere i funzionari della miniera a fargli fare una miscela di esplosivo chimico che spazza via la gigantesca barriera. Mike dimentica la sua testardaggine e i due giovani innamorati sono felicemente riuniti, mentre si festeggia anche la redenzione di Greek Joe.

## Produzione
Il film fu prodotto dalla Selig Polyscope Company.

## Distribuzione
Distribuito dalla General Film Company, il film - un cortometraggio di una bobina - uscì nelle sale cinematografiche statunitensi l'11 aprile 1912.